# Immaculate
Immaculate és una pel·lícula de terror estatunidenca de 2024 dirigida per Michael Mohan i escrita per Andrew Lobel. És protagonitzada per Sydney Sweeney (que també va produir-la), Álvaro Morte, Benedetta Porcaroli, Dora Romano, Giorgio Colangeli i Simona Tabasco. La trama se centra en una jove novícia, que és convidada a residir en un pintoresc convent italià, però a poc a poc s'adona dels terrorífics secrets que alberga. S'ha subtitulat al català.
Es va projectar per primer cop al festival de cinema South by Southwest el 12 de març de 2024 i va ser estrenada als cinemes dels Estats Units a càrrec de Neon el 22 de març de 2024. La pel·lícula va rebre crítiques diverses i va recaptar més de 28 milions de dòlars a tot el món.